# インバーカーギル市電
インバーカーギル市電は、かつてニュージーランドの都市・インバーカーギルに存在した路面電車。世界で最も南に位置した路面電車であったが、1952年に廃止された。

## 概要
1881年に営業運転を開始し1912年まで存在した馬車鉄道を、同年に路面電車へと転換した路線。開業に合わせてニュージーランドのクライストチャーチに本社が存在したブーン（Boon）製の路面電車車両が10両導入されたほか、1921年から1922年にかけてはアメリカ合衆国のブリルが製造した小型2軸車のバーニーカーが6両増備された。
最盛期にはワイキウィ（Waikiwi）とジョージタウン（Georgetown）を結ぶA号線、北インバーカーギル（Notrh Invercargill）、南インバーカーギル（South Invercargill）を結ぶB号線が存在し、1930年代には更なる延伸計画も存在したが、同年代以降インバーカーギルではバスの発展が著しく、1945年にディーゼルバスの大量導入が決定した事が要因となり、1947年から路線網の撤去が始まった。最後の路線となった北インバーカーギル方面が廃止されたのは1952年9月10日であった。
廃止後、ほとんどの車両はニュージーランド各地に売却され、小屋や住居として再利用された。その中で以下の車両については廃車・再利用後にクライストチャーチの路面電車保存協会（Tramway Historical Society）が買収し、2021年現在も現存する。
- 5 - 路面電車開業に備えて導入されたブーン製の2軸車、1912年製。2021年現在は復元待ちの状態にある[6]。
- 15 - 1921年から営業運転に投入されたバーニーカーの1両。オーストララシア路面電車博物館協議会（Council of Tramway Museums of Australasia、COTMA）の支援を受けた長期にわたる動態復元工事を経て、2013年11月からはクライストチャーチの路面電車（クライストチャーチ・トラム（英語版））で運行している[3][7]。

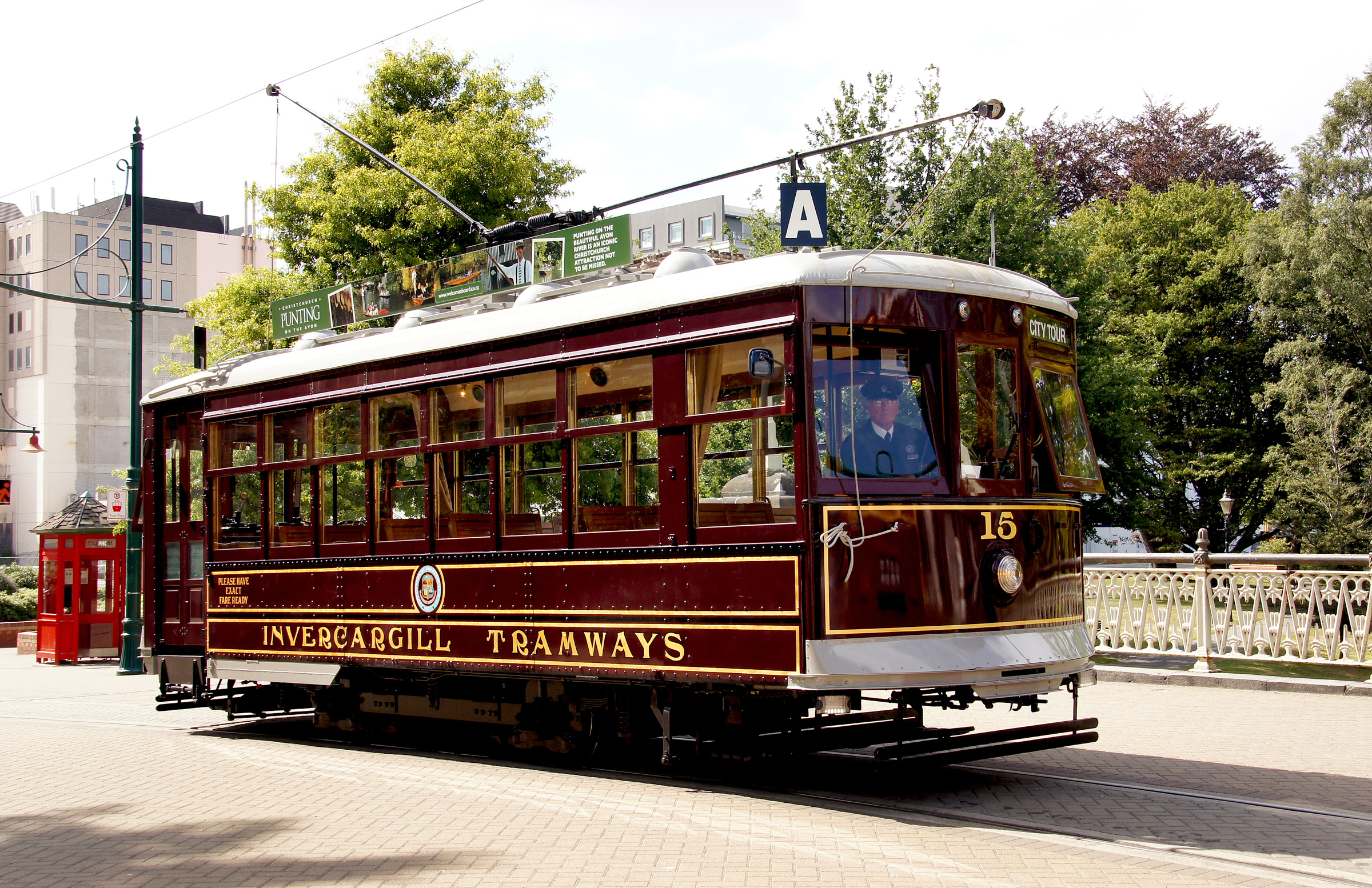
動態保存が行われている15（2014年撮影）

## 参考資料
- Graham Stewart (1993-1-1). The end of the penny section: When trams ruled the streets of New Zealand. Grantham House. ISBN 9781869340377